# القوراین، یمن
ال-قوراین، یمن یک منطقهٔ مسکونی در یمن است که در استان حضرموت واقع شده‌است.